# Хизем, Амер
Амер Хизем (араб. عامر حيزم‎; 22 сентября 1937, Монастир — 4 сентября 2023) — тунисский футболист и футбольный тренер.

## Биография

### Игровая карьера
На протяжении игровой карьеры с 1955 по 1965 годы играл за ФК «Монастир».

### Тренерская карьера
Закончив игровую карьеру, стал главным тренером и работал с ФК «Монастир» (1967―1968, 1976―1978, 1984, 1993) и со сборной Туниса (1970―1974, 1978―1979, 1980―1981), в которых прошла основная его карьера тренера. Помимо этого он тренировал «Клуб Африкен» (1974—1975), «Стад Тунизьен» (1978–1980) и саудовский «Ухуд» (1982–1983).

### Смерть
Скончался 4 сентября 2023 года на 86-м году жизни.